# Valentine's Day (album)
 (novembre 2023).
Valentine's Day est un album de compositions de John Zorn déjà enregistrées et publiées en 2010 sous le titre Enigmata par le duo formé de Marc Ribot et Trevor Dunn, auquel s'est ajouté le batteur Tyshawn Sorey pour cette nouvelle version en trio.

## Titres
| No  | Titre                              | Durée |
| --- | ---------------------------------- | ----- |
| 1.  | Potions and Poisons                | 3:07  |
| 2.  | Fireworks                          | 3:36  |
| 3.  | Blind Owl and Buckwheats           | 4:24  |
| 4.  | Abramelin                          | 3:18  |
| 5.  | Seven Secrets                      | 2:56  |
| 6.  | Before I Saw the Spirit of a Child | 4:42  |
| 7.  | UX                                 | 4:06  |
| 8.  | The Voynich Mandala                | 4:31  |
| 9.  | Codebreaker                        | 4:31  |
| 10. | Map                                | 3:20  |
| 11. | Black Mirror                       | 2:19  |
| 12. | And the Clouds Drift By            | 2:44  |

## Personnel
- Trevor Dunn - basse à 5 cordes
- Marc Ribot - guitare
- Tyshawn Sorey - batterie